# Tass
Tass – wieś i gmina w środkowej części Węgier, w pobliżu miasta Kunszentmiklós. Gmina liczy 2944 mieszkańców (styczeń 2011) i zajmuje obszar 74,72 km².

## Położenie
Miejscowość leży na obszarze Wielkiej Niziny Węgierskiej, w komitacie Bács-Kiskun, w powiecie Kunszentmiklós.